# Jaroslav Dudek
Jaroslav Dudek (ur. 17 stycznia 1932 w Turnovie; zm. 31 sierpnia 2000 w Pradze) – czeski reżyser teatralny i telewizyjny.
Był twórcą, wspólnie ze scenarzystą Jaroslavem Dietlem niezwykle popularnych, również w Polsce, seriali telewizyjnych: Szpital na peryferiach (1977 i 1981) oraz Kobieta za ladą (1977).
W 1954 ukończył studia reżyserskie na Akademii Sztuk Scenicznych w Pradze. Przez następne 8 lat pracował jako reżyser w Teatrze pod Palmovkou w praskiej dzielnicy Libeň. Następnie w latach 1962-92 reżyserował w Teatrze na Vinohradach. W tym czasie wielokrotnie współpracował także z telewizją. Nakręcił milicyjny serial Malý pitaval z velkého města (1982, 1985).
Jego drugą żoną była aktorka Jana Štěpánková, z którą miał syna Jana.